# Shannon Miller
Shannon Miller (n. 10 martie 1977, Rolla⁠(d), Missouri, SUA) este o gimnastă artistică ce a reprezentat Statele Unite ale Americii, medaliată olimpică. A participat la 2 ediții ale Jocurilor Olimpice (1992, 1996) în care a două medalii de aur, două medalii de argint și trei medalii de bronz.